# Morganit
Morganit – minerał, krzemian berylu i glinu, zazwyczaj przezroczysta i różowa w odcieniach odmiana berylu.

## Odkrycie i pochodzenie nazwy
Odkryty w 1911 r. w okręgu San Diego w Kalifornii (USA). Morganit swoją nazwę zawdzięcza amerykańskiemu mineralogowi G.F. Kunzowi, który w 1911 roku nazwał go na cześć bankiera i kolekcjonera minerałów J.P. Morgana (1837-1913). Z kolei rosyjscy mineralodzy różowy beryl z Madagaskaru nazwali worobiewitem, upamiętniając mineraloga W.I. Worobiewa. Występuje także na Uralu w okolicy Sawatajewa.

## Charakterystyka

### Właściwości
Morganit to różowa, ciemnoróżowa, przezroczysta odmiana berylu zabarwiona domieszkami cezu, litu, rubidu, manganu. Najczęściej beryl przyjmuje formę słupów sześciobocznych i dwuścianu podstawowego, a rzadziej podwójnych piramid. Zazwyczaj występuje w postaci pojedynczych kryształów, choć może także tworzyć skupienia pręcikowe.
Możliwe inkluzje – wrostki zwykle jedno- lub dwufazowe, a także liczne wrostki biotytu, ilmenitu, muskowitu, pirytu i rutylu (efekt kociego oka). Rzadko występuje w formie kryształów bliźniaczych, nie wykazuje luminescencji oraz nie jest radioaktywny. Dwójłomność wynosi między 0.008 a 0.009. Wykazuje niską dyspersję na poziomie 0,014. Ma pleochroizm słaby do wyraźnego (od bladoróżowego po głęboki różowoniebieski). Charakteryzuje się wyraźnym dichroizmem. Jest przezroczysty do półprzezroczystego. Cechą charakterystyczną morganitu jest jego fluorescencja w czerwonym odcieniu, widoczna pod wpływem światła ultrafioletowego.

### Występowanie
Występuje przede wszystkim w pegmatytach (często wzbogaconych w lit, sód i cez), w skałach magmowych i w skałach okruchowych. Bywa znajdowany w łupkach biotytowych i utworach hydrotermalnych. Występuje przede wszystkim z takimi minerałami jak: kwarc, kwarc dymny, szerlit, lepidolit, albit, muskowit, mikroklin czy epidot. Mogą mu towarzyszyć mu inne odmiany berylu jak akwamaryn czy heliodor. Współwystępuje także z innymi kamieniami szlachetnymi jak rubellit czy kunzyt.

### Miejsca występowania
Najlepsze okazy pochodzą z Brazylii (Cruzeiro, Alto do Gis) USA (Kalifornia, Utah, Maine), Madagaskaru – Anjanabonoina, Tsilazina (rekordowe okazy osiągają masę ok. 5 kg) i Afganistanu (Nuristan, Kunar). Także: Mozambik, Zimbabwe, Namibia, Kenia, Kambodża, Birma, Kazachstan, Pakistan, Chiny, Włochy, Rosja – Ural.

### Zastosowanie
- bardzo poszukiwany i wysoko ceniony[przez kogo?] kamień kolekcjonerski,
- kamień jubilerski (masa przeciętnych kamieni ok. 5 kr). Najpiękniejszy okaz morganitu (czerwonoróżowy, szlifowany schodkowo, o masie 598,7 ct) pochodzący z Republiki Malgaskiej znajduje się w Ermitażu.
- najczęściej okazy szlifuje się fasetkowo przede wszystkim szlifem schodkowym i szmaragdowym, a rzadziej kaboszonowo (dotyczy to głównie okazów wykazujących efekt kociego oka)[3].

## Galeria

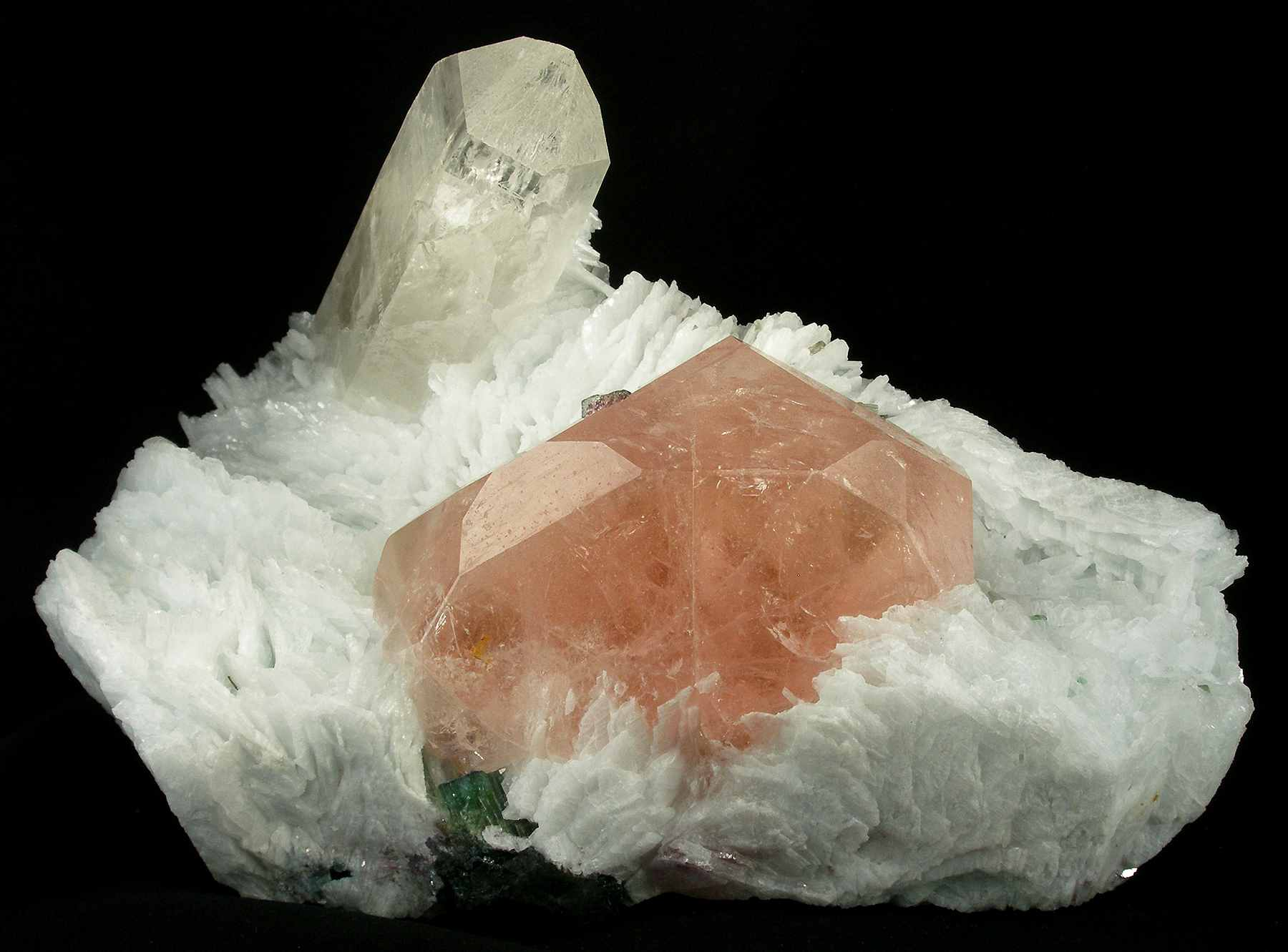
Morganit z kwarcem na Clevelandycie z Minas Gerais w Brazylii
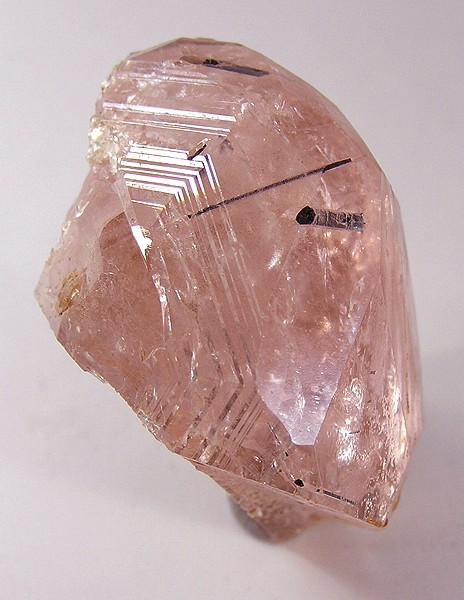
różowy okaz z inkluzjami czarnego turmalinu z Brazylii
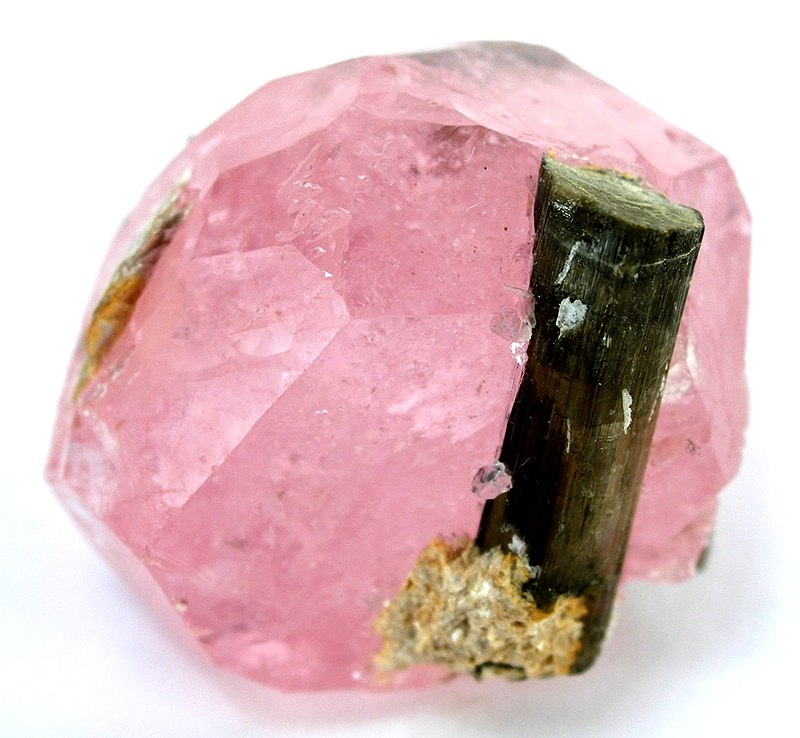
intensywnie różowy okaz morganitu z turmalinem z Afganistanu
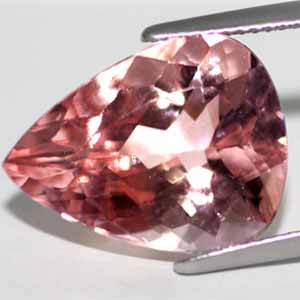
Szlifowany okaz
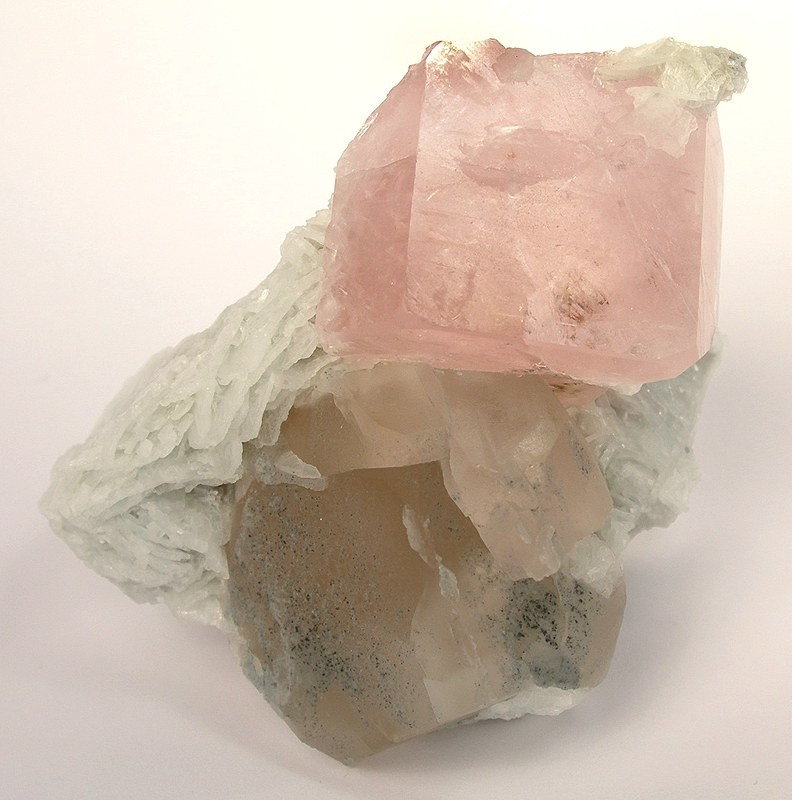
morganit z lekko dymnym kwarcem i albitem
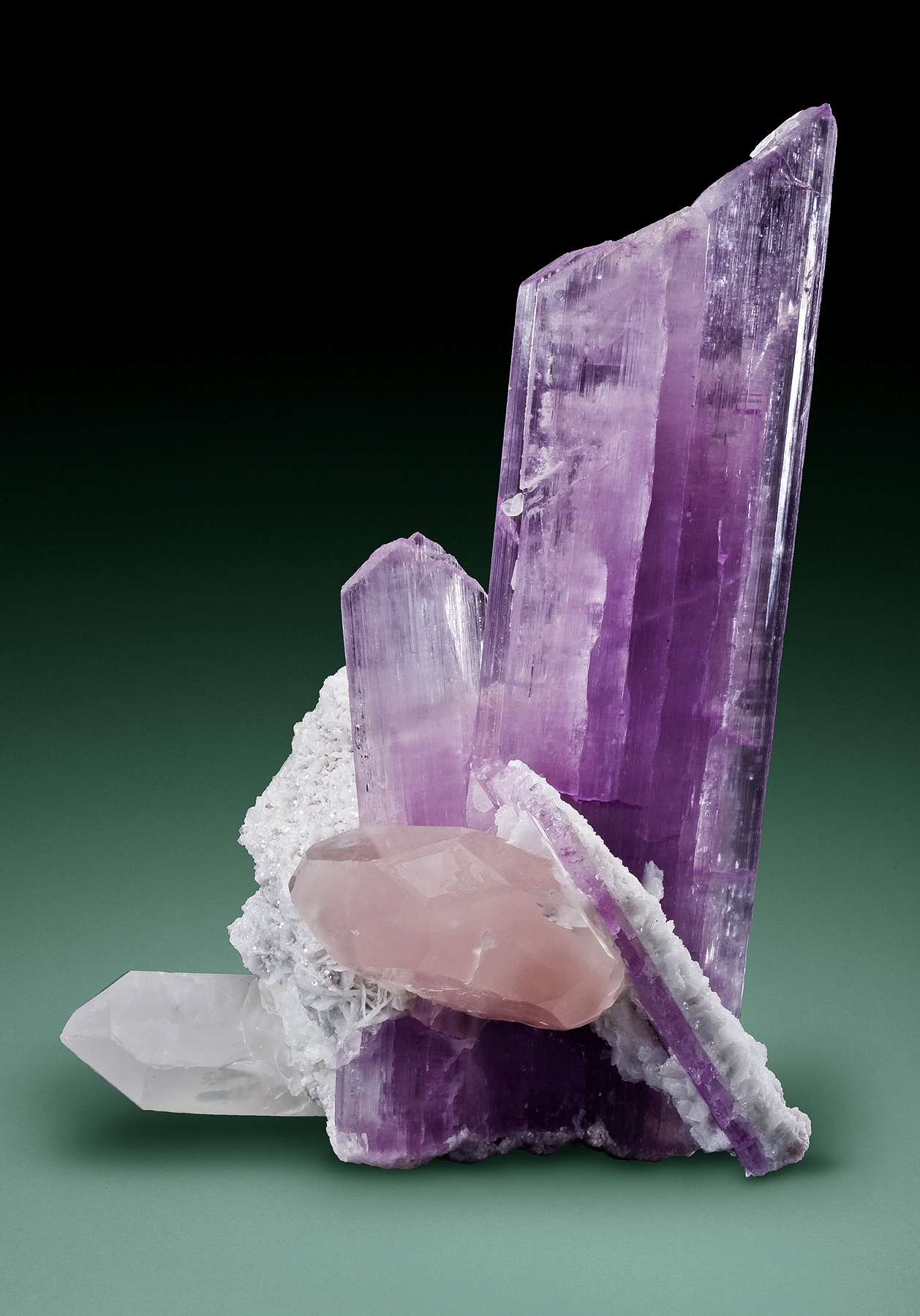
morganit z fioletowym kunzytem i kwarcem z Nuristanu w Afganistanie